# Anchycteis velutina
Anchycteis velutina är en skalbaggsart som beskrevs av Horn 1880. Anchycteis velutina ingår i släktet Anchycteis och familjen Ptilodactylidae. Inga underarter finns listade i Catalogue of Life.